# Igualdade de Völkisch
A igualdade de völkisch é um conceito dentro do nazismo e uma prática legal dentro da Alemanha Nazista e de seus territórios controlados durante a Segunda Guerra Mundial. Ela atribuía a igualdade racial de oportunidade, igualdade perante a lei e plenos direitos legais às pessoas de sangue alemão ou de sangue relacionado, deliberadamente excluindo pessoas fora dessa definição, que eram consideradas inferiores.
O Nazismo rejeitou o conceito da igualdade universal entre seres humanos.(43–50) Apenas aqueles que se qualificavam como arianos tinham plenos direitos legais, incluindo igualdade perante a lei. :43 Esse tipo de igualdade não era uma igualdade de pessoas como detentoras de direitos humanos, mas uma igualdade de pessoas como membros de uma raça superior, e, portanto, os interesses individuais eram subordinados ao interesse coletivo do Volksgemeinschaft (comunidade do povo). :47 Os nazistas se opunham à concepção universal convencional de igualdade. Eles afirmavam apoiar a igualdade völkisch, mas ao mesmo tempo o Nazismo estava comprometido em intensificar a desigualdade humana como um todo, a fim de permitir que o povo alemão se tornasse a "nova classe dominante" do mundo. :43 Pessoas de fora do sangue alemão eram automaticamente consideradas desiguais e inferiores, sendo negados os direitos daqueles de sangue alemão. :50
Os nazistas advogavam um estado de bem-estar para os cidadãos alemães (alemães capazes de ascendência racial ariana) como um meio de eliminar barreiras sociais entre o povo alemão. Eles proporcionaram igual acesso à educação para crianças talentosas de trabalhadores e camponeses. Hitler afirmava que a igualdade de oportunidades para todos os homens alemães racialmente saudáveis era o significado do "socialismo" do Nacional Socialismo.
Os nazistas buscavam desmantelar o que consideravam ser uma hierarquia artificial da classe média e da nobreza, que supostamente haviam mantido ciumentamente suas riquezas e títulos sem justificar sua posição hierárquica por meio de suas ações na Primeira Guerra Mundial. Mesmo os nacionalistas entre eles foram considerados pelos nazistas como não tendo contribuído adequadamente para o esforço de guerra. Assim, os nazistas afirmavam que apenas a brutalidade primitiva e a força de vontade das classes mais baixas poderiam salvar a Alemanha, justificando a igualdade de oportunidades como meio de criar novos líderes capazes para a sociedade alemã e construir uma nova hierarquia "natural" baseada no mérito.